# جفری ماندولا
 جفری ماندولا (انگلیسی: Jeffrey Mandula؛ زاده ۱۹۴۱) یک فیزیک‌دان اهل ایالات متحده آمریکا است.